# 奧索科里夫卡 (別里斯拉夫區)
47°26′46″N 33°55′15″E / 47.44611°N 33.92083°E
奧索科里夫卡（羅馬化：Osokorivka）是位於烏克蘭南部的村莊，由赫爾松州別里斯拉夫區的新沃龍佐夫卡市鎮負責管轄。該村始建於1783年，面積382.9平方公里，海拔高度42米，2001年人口2,747，人口密度每平方公里7.2人。